# Río Chico (afluente del Adra)
El río Chico es un río del sur de la península ibérica perteneciente a la cuenca mediterránea andaluza que discurre en su totalidad por el territorio del suroeste de la provincia de Almería. 

## Curso
El río Chico nace en la Sierra de Gádor, entre los términos municipales de Alcolea y Berja, y desemboca en el río Adra, cerca de la población de Río Chico, tras un recorrido de unos 18 km en dirección norte-sur.